# Louisa Lee Schuyler
Louisa Lee Schuyler (26 de octubre de 1837-10 de octubre de 1926) fue una de las primeras líderes estadounidenses en obras caritativas, especialmente conocida por fundar la primera escuela de enfermería en los Estados Unidos.

## Obras caritativas
Durante la Guerra de Secesión, a la edad relativamente joven de 24 años, Schuyler fue nombrada secretaria correspondiente en la Asociación Central de Socorro de Mujeres (WCAR por sus siglas en inglés) en la ciudad de Nueva York. La misión de WCAR era coordinar los esfuerzos de los voluntarios en el frente interno, incluida la distribución de millones de dólares en suministros y el suministro de materiales de capacitación.
En 1873 organizó la Asociación de Ayuda de Caridades del Estado de Nueva York y al año siguiente estableció la primera escuela de formación para enfermeras en los Estados Unidos en relación con el Hospital Bellevue. También trabajó en proyectos para abordar la tuberculosis y la ceguera. En 1907 fue nombrada una de las fideicomisarias originales de la Fundación Russell Sage, fundada por Margaret Olivia Slocum Sage.

## Reconocimiento
En reconocimiento a sus 40 años de actividad benéfica, recibió en 1915 el título honorífico de Doctora en Derecho de la Universidad de Columbia. En 2000, la Asociación de Ayuda de Caridades del Estado pasó a llamarse Centro Schuyler de Análisis y Defensa en su honor.

## Vida familiar y personal
Schuyler era la tataranieta del general Philip Schuyler y la bisnieta de Alexander Hamilton, y la nieta de James Alexander Hamilton.
Schuyler nunca se casó y vivió con su hermana Georgina durante la mayor parte de su vida adulta. Murió poco antes de cumplir 89 años.